# 西常雄
西 常雄（にし つねお、1911年10月23日 - 2011年3月31日）は、日本の彫刻家。

## 人物
東京美術学校在学中に帝展入選。新制作派（新制作協会）展で新作家賞、第2回中原悌二郎賞受賞。
戦後、新制作派協会会員となる。
武蔵野美術大学、東京造形大学などで教官、多摩美術大学教授を歴任。
1960年代には美術家平和会議の代表として活動。美術展の開催や原爆犠牲者の肖像画作成など多岐にわたる活動を行った。
多摩美術大学美術館、いわき市立美術館などに作品が所蔵されている他、各地の公的施設の敷地などに野外彫刻が多数ある。

## 経歴
- 1911年 東京・麻布生まれ[3]。
- 1929年 麻布中学校を経て東京美術学校彫刻科入学[3]。
- 1932年 東京美術学校在学中に帝展入選[4]。
- 1938年 東京美術学校卒業[4]。
- 1939年 騎兵第15連隊に入隊[3]。
- 1943年 新制作派展で新作家賞受賞[4]。
- 1946年 一兵卒として応召。蒙古、中国を転戦させられる[3]。
- 1949年 新制作派協会の会員に推挙される[4]。
- 1952年4月 もく星号墜落事故で亡くなった友人の小原院陽子（ダイヤ密売の嫌疑があった宝石商で米軍将校愛人）の遺品である宝石を収集に辻まことと事故現場に出向く[5]。
- 1952年以後、平和美術展、現代日本美術展に出品[4]。日本国際美術展に出品[4]。
- 1955年冬、佐藤忠良の先達で、常磐炭坑を鳥居敏文、朝倉摂、中谷泰、吉井忠、森芳雄、竹谷富士雄、岩松光一郎らと旅行[6]。
- 1962年以後、武蔵野美術大学、東京造形大学、九州産業大学等で教師となる[3]
- 1971年、第2回中原悌二郎賞受賞[4]。
- 1977年 多摩美術大学教授（1982年まで）[4]。
- 1997年 個展を現代彫刻美術館で開催[4]。
- 1997年6月 北のアルプ美術館に「西常雄彫刻常設展示室」が開設。
- 1999年 回顧展が調布市文化会館で開催される[4]。
- 2004年 東京・銀座の画廊で個展開催。同年6月、窪島誠一郎、佐藤忠良、野見山暁治らとともに、『九条の会』アピールを広げる美術の会」（略称・九条美術の会）発起人[7]。
- 2011年3月31日 肺炎のため死去。99歳没[1]。